# Minian
Minian (ebraico: מניין) è il quorum di dieci ebrei per la preghiera pubblica ebraica.
Per gli ebrei ortodossi, affinché ci sia il minian, devono essere presenti dieci ebrei di sesso maschile e di età adulta (vedi Bar mitzvah).
Per l'Ebraismo riformato, conservativo e ricostruzionista non c'è invece alcuna differenza tra uomini e donne per avere un minian.

## Etimologia
Radice ebraica: MN, מנ (Mem-Nun)

## Origine
- La tradizione ebraica del numero di dieci maschi ebrei per il Minian risale al brano del Tanakh in cui Mosè decide di inviare degli esploratori in Terra d'Israele per verificare come fosse: si racconta che essi erano tra i notabili delle dodici tribù d'Israele e che, malgrado il loro livello elevato, ne parlarono dicendo che "divora" i suoi abitanti e gettando lo sconforto tra il popolo anche in merito alla possibile conquista della stessa; Caleb e Giosuè soltanto non si comportarono dimostrando di non avere abbastanza fede in Dio in quell'episodio. Furono proprio 10, come il Minian dimostra però con connotazioni di fede ed attaccamento a Dio.
I Rabbini del Talmud spiegarono che essi, malgrado pare non abbiano considerato totalmente la protezione di Dio, furono comunque sinceri.
- Oltre a ciò si ricorda anche il dialogo tra Dio ed Avraham che pregò perché gli abitanti di Sodoma e delle altre città colpevoli non venissero puniti: con la richiesta di non far perire i giusti assieme ai malvagi, inizialmente egli pregò che venissero perdonate e non punite nel caso vi fossero stati 50 Zaddiqim, poi 45 e così sino a 10 infatti, per la devastazione del diluvio universale stabilito perché con Noè, la moglie, i tre figli e le loro spose non si giunse a 10, egli sapeva che questo è il numero di individui di una congregazione su cui, se meritevole, si posa la Shekhinah.

## Halakhah
- È permesso recitare il Qaddish, ripetere ad alta voce l'Amidah di Shachrit e Minchah nonché di Musaf e quindi la Qedushah solo con un Minian.
Anche le Sheva Berakhot necessitano di un Minian.
- Durante la Tefillah è permesso estrarre i Sefarim dall'Aron haQodesh per la lettura pubblica della Torah nei giorni in cui vige questa Mizvah solo se c'è un Minian.
- Gran parte della Tefillah di Yom Kippur "richiede" il Minian.